# Faiditus subdolus
Faiditus subdolus är en spindelart som först beskrevs av O. Pickard-Cambridge 1898.  Faiditus subdolus ingår i släktet Faiditus och familjen klotspindlar. Inga underarter finns listade i Catalogue of Life.